# Destrnik (gemeente)
Destrnik (Duits: Desternik of Winterdorf) is een gemeente in Sloveens Stiermarken. Het gebied telt tot de gebieden met de grootste economische achterstand van het land en de bevolkingsgroei is er negatief.

## Woonkernen
De gemeente telt 17 woonkernen: Desenci, Destrnik, Dolič, Drstelja, Gomila, Gomilci, Janežovci, Janežovski Vrh, Jiršovci, Levanjci, Ločki Vrh, Placar, Strmec pri Destrniku, Svetinci, Vintarovci, Zasadi, Zgornji Velovlek
Benedikt · Cerkvenjak · Cirkulane · Destrnik · Dornava · Duplek · Gorišnica · Hajdina · Hoče-Slivnica · Juršinci · Kidričevo · Kungota · Lenart · Lovrenc na Pohorju · Majšperk · Makole · Maribor · Markovci · Miklavž na Dravskem polju · Oplotnica · Ormož · Pesnica · Podlehnik · Poljčane · Ptuj · Rače-Fram · Ruše · Selnica ob Dravi · Slovenska Bistrica · Središče ob Dravi · Starše · Sveta Ana · Sveta Trojica v Slovenskih goricah · Sveti Andraž v Slovenskih goricah · Sveti Jurij · Sveti Tomaž · Šentilj · Trnovska vas · Videm · Zavrč · Žetale
1. ↑  "Prebivalstvo po starosti in spolu, občine, Slovenija, polletno". Statistični urad Republike Slovenije. Geraadpleegd op 18 april 2021.